# Sergei Sergejewitsch Kamenew

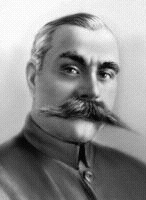
Sergei Kamenew

Sergei Sergejewitsch Kamenew (russisch Сергей Сергеевич Каменев; * 4. Apriljul. / 16. April 1881greg. in Kiew; † 25. August 1936 in Moskau) war ein russischer und sowjetischer Offizier, zuletzt Komandarm 1. Ranges, und Oberkommandierender der Roten Armee in der Periode des Russischen Bürgerkriegs.

## Leben
Kamenew wurde in einer adligen Familie als Sohn eines Militäringenieurs und Obersts der Artillerie geboren und beendete 1898 seine Ausbildung im Kiewer Kadettenkorps. 1900 schloss er die Moskauer Alexander-Militärschule ab und trat als Leutnant ins 165. Luzker Schützenregiment ein, in dem er bis 1904 als Bataillonsadjutant diente. Danach studierte er an der Nikolaus-Generalstabsakademie, die er 1907 als Stabskapitän verließ. Bis 1909 diente er anschließend als Kompaniechef in seinem alten Regiment und als Ausbilder an der Kiewer Militärschule.
Ab November 1909 wurde Kamenew nacheinander auf einem Stabsposten im Irkutsker Militärbezirk, als höherer Adjutant im Stab der 2. Kavalleriedivision sowie im Stab des Wilnaer Militärbezirks eingesetzt. Im Ersten Weltkrieg diente er ab September 1914 als höherer Adjutant im Generalquartiermeisterstab der 1. Armee. Im Dezember 1915 wurde er zum Oberst befördert und führte ab April 1917 das 30. Poltawaer Infanterieregiment. Nach der Oktoberrevolution diente er von November 1917 bis April 1918 nacheinander als Chef des Stabes des XV. Armeekorps sowie der 3. Armee, bevor er in die im Aufbau befindliche Rote Armee übertrat. Hier fungierte er anfangs als Befehlshaber von Sicherungskräften im Raum Newel und übernahm im Juni 1918 den Befehl über die 1. Witebsker Schützendivision. Ab August 1918 war er Stellvertreter des Befehlshabers der Sicherungskräfte im Westen und zugleich Befehlshaber der Smolensker Region.

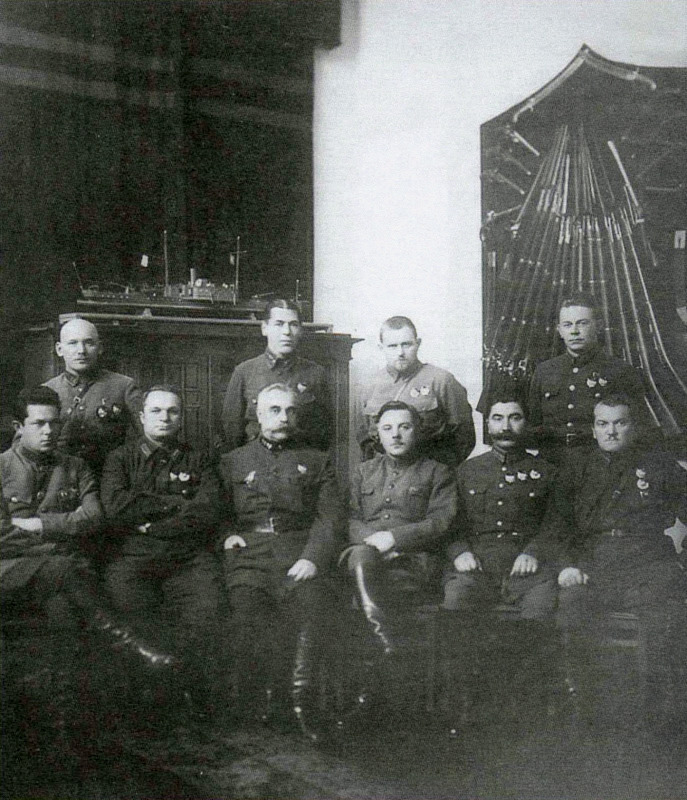
Kamenew (vorn, 3. v.l.) im Kreise anderer Angehöriger des Revolutionären Kriegsrates, Dezember 1927

Im September 1918 wurde Kamenew von Leo Trotzki als Befehlshaber an die Ostfront des Bürgerkriegs versetzt. Für die erfolgreiche Leitung der Operationen gegen die Armeen Koltschaks im Frühjahr und Sommer 1919 wurde ihm später die Revolutionäre Ehrenwaffe verliehen. Bereits am 8. Juli 1919 war er als Nachfolger von Jukums Vācietis zum Oberkommandierenden der Roten Armee und Mitglied im Revolutionären Kriegsrat der Republik ernannt worden. Unter seiner Leitung wurden die Militäroperationen gegen Denikin und Wrangel und der Polnisch-Sowjetische Krieg geführt.
Ab April 1924 diente Kamenew als Inspekteur der Roten Arbeiter- und Bauernarmee, als Chef der Hauptverwaltung der Roten Armee und Leiter der Frunse-Militärakademie. Er blieb bis zu dessen Auflösung 1934 Mitglied des Revolutionären Kriegsrats. Ab 1927 war er stellvertretender Volkskommissar für Kriegswesen und Flotte. 1930 wurde er auf dem XVI. Parteitag in die Kommunistische Partei aufgenommen.
Kamenews Abstieg begann 1934 mit der Ernennung zum Oberbefehlshaber der Luftverteidigungsstreitkräfte (ПВО). 1935 erhielt er den Rang eines Komandarm 1. Ranges, während die früher unter ihm dienenden Befehlshaber des Bürgerkriegs Woroschilow, Budjonny, Jegorow, Tuchatschewski und Blücher zu Marschällen der Sowjetunion ernannt wurden.

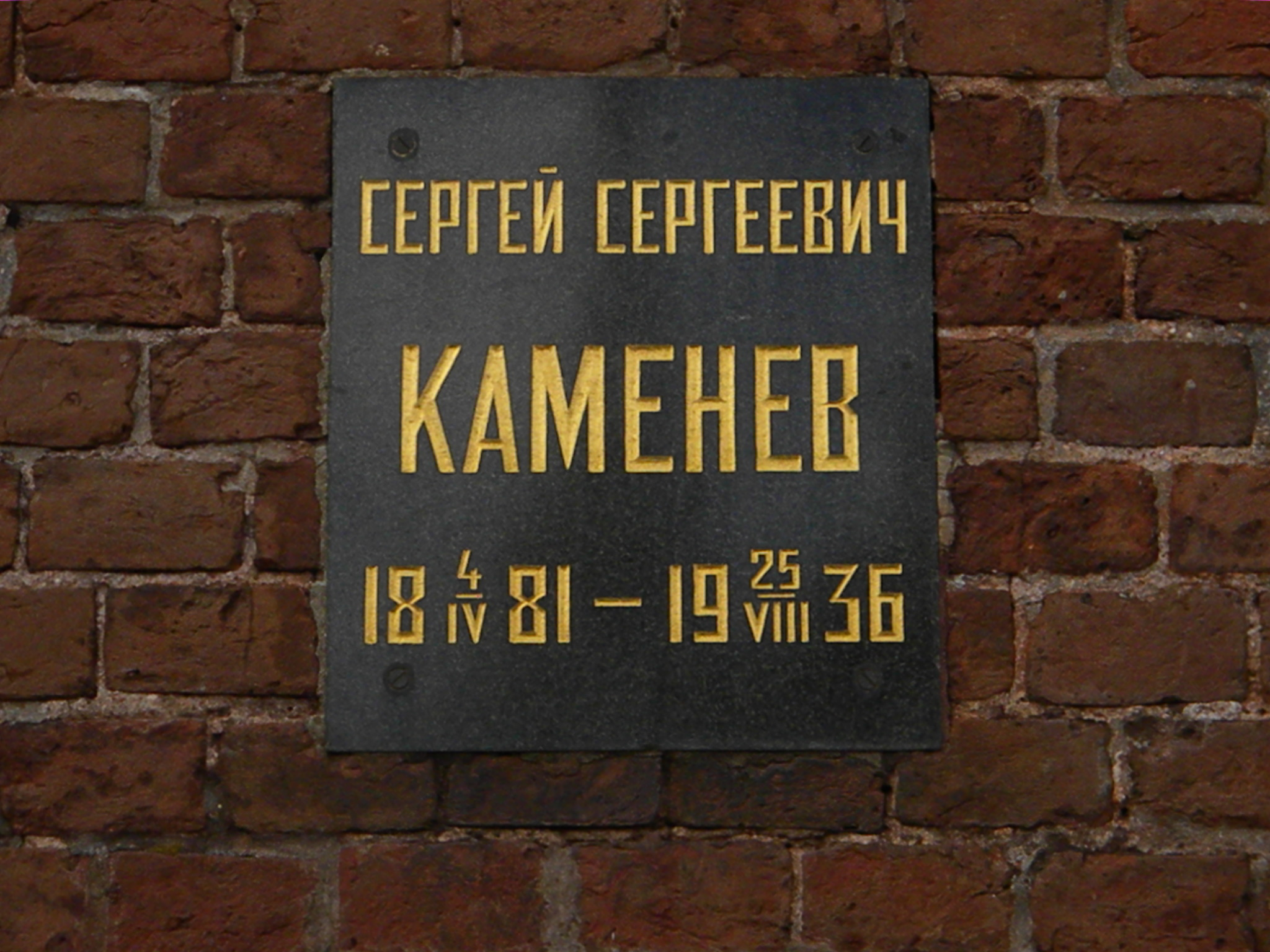
Urnengrab Sergei Kamenevs in der Kremlmauer in Moskau

Sergei Kamenew betätigte sich auch als Organisator der Organisation OSSOAWIACHIM, als Buchautor und als Unterstützer der Erforschung der Arktis. Er starb 1936 an einem Herzinfarkt – zufällig am selben Tag wie Lew Kamenew, mit dem er nicht verwandt war, der von Stalin aber ebenfalls des Verrats bezichtigt wurde. Sergei Kamenews Urne wurde mit militärischen Ehren an der Kremlmauer beigesetzt.
Während der Periode des Großen Terrors wurde er posthum der Beteiligung an einer „militaristisch-faschistischen Verschwörung“ bezichtigt und seine Beteiligung am Bürgerkrieg aus den Geschichtsbüchern gestrichen. Nach dem Tode Stalins wurde er vollständig rehabilitiert.
Die zu Sewernaja Semlja gehörenden Sedow-Inseln hießen bis 1937 Kamenew-Inseln. Eine Meeresstraße in dieser Inselgruppe heißt heute Kamenewstraße. Darüber hinaus ist er Namensgeber für die Kamenev Bight, eine Bucht in der Antarktis.